# اشتوملن
اشتوملن (به آلمانی: Stommeln) یک منطقهٔ مسکونی در آلمان است که در پولهایم واقع شده‌است. اشتوملن ۸٬۱۵۷ نفر جمعیت دارد.